# Dicranodontium perfalcatum
Dicranodontium perfalcatum là một loài Rêu trong họ Dicranaceae. Loài này được (Müll. Hal.) Rehmann ex Paris mô tả khoa học đầu tiên năm 1900.